# Vorticismo

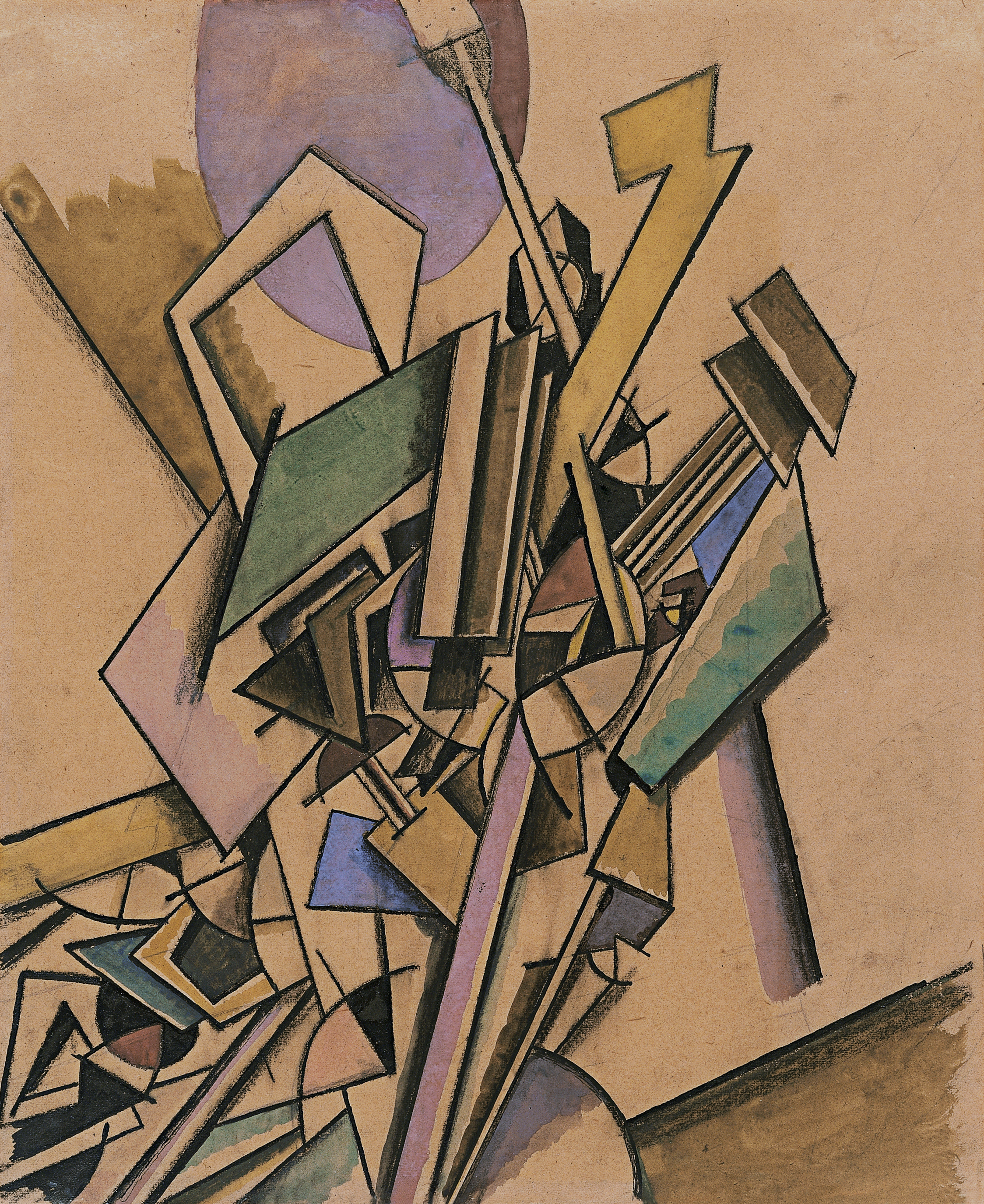
Edward Wadsworth, Vorticist Study, 1914, Museo Thyssen-Bornemisza, Madrid.

El vorticismo fue un movimiento artístico británico de corta duración a principios del siglo XX. Se considera que es el único movimiento británico significativo de aquella época, pero duró menos de tres años.

## Orígenes
El grupo vorticista comenzó con el Rebel Art Centre que Wyndham Lewis y otros fundaron después de mostrarse en desacuerdo con Roger Fry, fundador de Omega Workshops, y hunde sus raíces en el Grupo de Bloomsbury, el cubismo, y el futurismo.
El estilo del grupo surgió a partir del cubismo, aunque tradicionalmente se ha relacionado con el futurismo, partiendo de premisas erróneas como el dinamismo (casi inexistente en los vorticistas, con la excepción de Nevinson --que se hizo futurista), la edad de la máquina (que los futuristas veneraban y de la que los vorticistas desconfiaban) y otros estilos abstractos (cf. cubo-futurismo). Sin embargo, el vorticismo se apartaba del futurismo en la forma que intentaba captar el movimiento en una imagen. En la pintura vorticista la vida moderna se muestra como una disposición de líneas marcadas y colores discortantes llevando la mirada del espectador al centro del lienzo.
El nombre vorticismo fue acuñado por Ezra Pound en 1913, aunque Lewis, a quien normalmente se considera la figura central del movimiento, había creado cuadros del mismo estilo desde hacía ya un año con anterioridad. Deriva de vórtice, remolino o lugar donde nacen las emociones.

## Artistas
Además de Lewis, las principales figuras relacionadas con el movimiento fueron William Roberts, Edward Wadsworth, David Bomberg, Frederick Etchells, Cuthbert Hamilton, Lawrence Atkinson, Christopher Nevinson, y los escultores Jacob Epstein y Henri Gaudier-Brzeska. Hubo dos artistas femeninas, Jessica Dismorr, y Helen Saunders relacionadas con el grupo que en aquella época eran descritas como vorticistas, aunque se ha señalado que debido al sexismo del mundo artístico de aquella época, ninguna de las dos fue tomada en cuenta por la crítica. El fotógrafo Alvin Langdon-Coburn expuso Vortographes (vortografías) en Inglaterra (1917), fotografías de vanguardia que contribuyeron al desarrollo del formalismo y el modernismo en fotografía.

## BLAST
Los vorticistas publicaron un periódico, BLAST, que editaba Lewis. Contenía la obra de Ezra Pound y T. S. Eliot así como de los propios vorticistas. El carácter aventurero de su tipografía fue mencionado por El Lissitzky como uno de los principales precursores de la revolución en el diseño gráfico de los años veinte y treinta.

## Desaparición y legado
Los vorticistas celebraron solo una exposición, en 1915, en la Galería Doré. Después de ella el movimiento se rompió, en gran medida debido al comienzo de la Primera Guerra Mundial y la apatía del público hacia su obra. Gaudier-Brzeska murió en el servicio militar mientras que figuras destacadas como Epstein se distanciaron estilísticamente de Lewis. Intentos de reavivar el movimiento en los años 1920 con el nombre de Group X no tuvieron éxito.
Generalmente se ve a Lewis como la figura central del movimiento. Una exposición de 1956 en la Tate Gallery se tituló Wyndham Lewis and the Vorticists, subrayando su destacado lugar dentro del movimiento. Esto enojó a otros miembros del grupo. David Bomberg y William Roberts protestaron fuertemente ante la afirmación de Lewis, que se imprimió en el catálogo de la exposición: «El vorticismo, de hecho, fue lo que yo, personalmente, hice, y dije, en una época determinada».

## Recuperación del primer número deBlast
Con motivo de la exposición de la Fundación Juan March en Madrid, "Wyndham Lewis (1882-1957)", se ha editado una edición semi-facsímil del primer número de la impactante revista. La traducción corre a cabo de Yolanda Morató, especialista y traductora de la obra de Lewis.
Cuenta, además, con unos apéndices imprescindibles para la mayoría de los desconocedores del movimiento. Kevin Power (que ya publicara un artículo sobre el tema en 1980, en la revista Poesía) aporta un conjunto de perfiles muy interesantes sobre los vorticistas. Paul Edwards, uno de los máximos especialistas ingleses, colabora con un prólogo. Manuel Fontán, director de exposiciones de la Juan March, ofrece una nota sobre la revista y Yolanda Morató añade un glosario de todos los nombres, circunstancias y referencias a la traducción.